# Protoleodora uschakovi
Protoleodora uschakovi är en ringmaskart som beskrevs av Knight-Jones 1984. Protoleodora uschakovi ingår i släktet Protoleodora och familjen Serpulidae. Inga underarter finns listade i Catalogue of Life.